# Dominik Schiefner

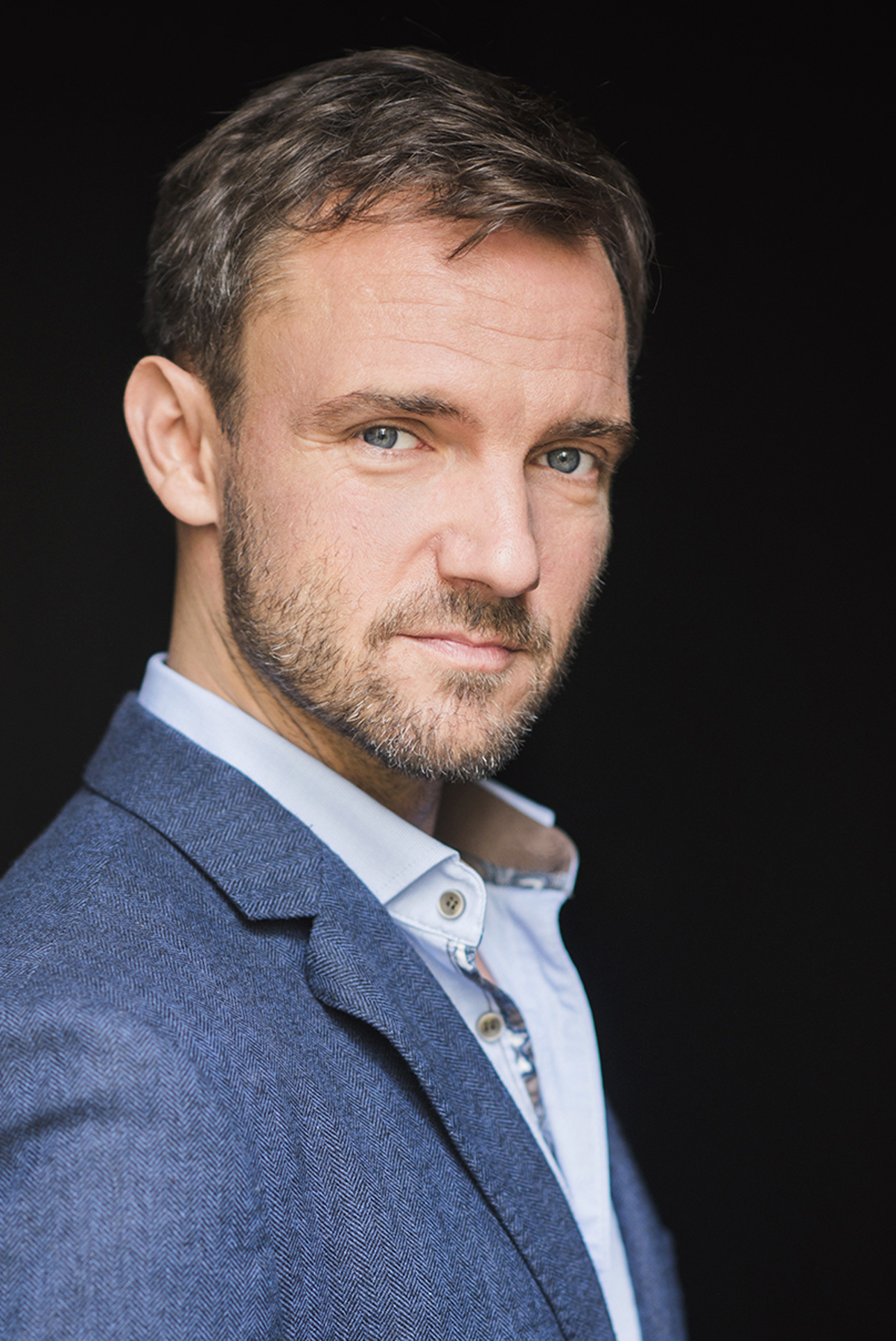
Dominik Schiefner, 2019

Dominik Schiefner (* 4. August 1979 in Dresden) ist ein deutscher Schauspieler und Professor.

## Leben
Dominik Schiefner studierte nach dem Abitur am Vitzthum-Gymnasium Dresden Schauspiel ab 2000 an der Hochschule für Musik und Theater „Felix Mendelssohn Bartholdy“ Leipzig und schloss nach eigenen Angaben im Jahr 2004 das Studium mit Diplom ab. Im gleichen Jahr wurde er als einer von 16 Schauspielabsolventen aus ganz Deutschland für die Meisterklasse „actors class“ vorgeschlagen und erhielt dort kameraspezifischen Unterricht u. a. bei MK Lewis. Seit seiner Kindheit ist er der Musik sehr verbunden, nahm Unterricht in den Fächern Klavier, Gesang und Komposition. Seither arbeitet er als Schauspieler und Komponist u. a. am Schauspiel Leipzig, am Schauspiel Frankfurt, am Theater und der Oper Bonn, am Volkstheater Rostock, dem Bayerischen Staatsschauspiel, der Schaubühne Berlin, der Semperoper Dresden und dem Staatsschauspiel Dresden, dem Gerhart-Hauptmann-Theater Görlitz-Zittau sowie bei Film, Funk und Fernsehen.
2008 publizierte er beim Verlag Dr. Müller das Buch Durch Improvisation zur Rolle.
Seit 2009 ist er als Lehrbeauftragter an verschiedenen Hochschulen tätig, u. a. der Hochschule für Musik und Theater "Felix Mendelssohn Bartholdy" Leipzig, der Hochschule für Musik und Darstellende Kunst Frankfurt am Main (HfMDK) und der Hochschule für angewandte Wissenschaften Neu-Ulm (HNU). 2015 wurde er vom Rektor der Alanus Hochschule für Kunst und Gesellschaft zum Professor ernannt. Seit 2016 ist er dort gewählter Leiter des Fachgebietes Schauspiel, 2018–2021 Prodekan und seit 2021 Dekan des Fachgebietes Darstellende Kunst. Seit 2024 ist er Prorektor der Alanus Hochschule.
Er ist Mitgründer und künstlerischer Leiter der „Akademie für angewandte Schauspielkunst Bonn“. Seit 2021 ist er Juror des Handelsblatt Rhetorikchecks DAX30/40.

## Filmografie (Auswahl)
- 2002: Soko Leipzig / Freunde (ZDF/UFA Leipzig) / Regie: Patrick Winczewski
- 2003: Alles Anders (Kurzfilm) / Regie: Benjamin Tillig
- 2003: Gurke / Regie: Robert Jahn
- 2004: Spritztour / Regie: Till Endemann
- 2004: Reflex / Regie: Nina Mair
- 2005: Schröders Wunderbare Welt (Kino)
- 2008: Jenseits der Mauer (ARD/Ziegler Film)
- 2009: Clownz (Kino) / Regie: Konstantin Koewius
- 2012: Die Machtergreifung (BR/Tellux-Film) / Regie: Bernd Fischerauer
- 2013: Das innere Kind (Bauhaus-Universität Weimar) / Regie: Elisabeth Kirsten
- 2014: Loslassen (AT) (Kino) / Regie: Konstantin Koewius
- 2015: Tatort: Der König der Gosse (ARD)
- 2016: Schiffe versenken (AT) (Kino) / Regie: Julian Pawelzik
- 2016: Von komischen Vögeln (Kino) / Regie: Eike Weinreich
- 2017: Wishlist (Funk, MDR, RB Radio Bremen)
- 2018: SOKO Köln (Network Movie / ZDF) / Regie: Sascha Thiel
- 2018: Kaisersturz (AVE publishing / ZDF)
- 2019: SOKO Wismar (Cinecentrum Berlin / ZDF) / Regie: Sascha Thiel
- 2019: Wilsberg: Minus 196° (ZDF) / Regie: Martin Enlen
- 2021: Der Zürich-Krimi: Borchert und die dunklen Schatten (Graf Film GmbH / ARD Degeto) / Regie: Roland Suso Richter
- 2022: Polizeiruf 110: Black Box (Fernsehreihe) / Regie: Ute Wieland
- 2022: Oderbruch (Syrreal Dogs GmbH / ARD) / Regie: Christian Alvart
- 2023: WaPo Elbe (Polyphon Film- und Fernsehgesellschaft / ARD) / Regie: Edzard Onneken

## Theater (Auswahl)
- 2024 – „Unterm Junimond“ / Regie: Dominik Schiefner / Shenja Lacher
- 2020 – „Semperbar – Hörlabor“ / Regie: M. Junghanß
- 2020 – „Wie im Himmel“ / Regie: T. Rese
- 2014 – „Cabaret“ / Masteroeff, Kander, Ebb / Regie: T. Heilmann
- 2013 – „Romeo und Julia“ / Pauls nach Shakespeare / Regie: Irina Pauls
- 2012 – „Der Meister und Margerita“ / Bulgakow / Regie: Wolfgang Engel
- 2010 – „Des Teufels General“ / Zuckmayer / Regie: Burkhard C. Kosminski
- 2009 – „Alles oder Nichts“ / Harder / Regie: René Harder / ML: Lancelot Fuhry / Musik: Roman Vinuesa und Jan Dvořák
- 2008 – „Cabaret“/ Masteroeff, Kander, Ebb / Regie: G. Schlesselmann / ML: Rolf Kühn
- 2007 – „Romeo und Julia“ / Shakespeare / Regie: U. Schwarz / Musik: M. Fuchs
- 2007 – „Dreiland oder die Prophezeiung des Riesen“ / Schmaering / Regie: R. Reichel
- 2007 – „Faust 1“ / Goethe / Regie: R. May
- 2006 – „Philoktet“ / Müller / Regie: M. Funke
- 2006 – „Zorro“ / Regie: Th. Duit
- 2006 – „Liebelei“ / Schnitzler / Regie: R. Göber
- 2006 – „Schnitt ins Fleisch“ / Durringer / Regie: R. Koloc
- 2006 – „Wieso? Weshalb? Warum?“ – musikalischer Abend / Regie: Th. Esser
- 2006 – „Arturo Ui“ / Brecht / Regie: R. May
- 2005 – „Die Schneekönigin“ / Heilmann nach Andersen / Regie: T. Heilmann
- 2005 – „Einer flog über das Kuckucksnest“ / Wasserman / Regie: M. Funke
- 2005 – „Robin Hood“ / Regie: M. Thieme
- 2005 – „Dantons Tod“ / Büchner / Regie: R. May
- 2005 – „Das Ballhaus“ / Mensching / Regie: G. Mieroph
- 2005 – „Bis zum letzten Ton – Songs von Rio Reiser“ / Koch, Schiefner / Regie: D. Schiefner
- 2005 – „Rocky Horror Show“ / O’Brien / Regie: W. Hagemann
- 2005 – „Robinson & Crusoe“ / D’Introna, Ravicchio / Regie: A. Schmidt
- 2004 – „Ein Volksfeind“ / Ibsen / Regie: R. May
- 2004 – „Schuld und Sühne“ / Dostojewski / Regie: G. Mieroph
- 2004 – „Zeit zu lieben Zeit zu sterben“ / Kater / Regie: R. May
- 2003 – „Troilus und Cressida“ / Shakespeare / Regie: Wolfgang Engel
- 2003 – „Mein Neger“ / Sierens / Regie: A. Turnheim
- 2003 – „Ein Probeschuss für den Freischütz“ / Insel / Regie: V. Insel
- 2003 – „Mund und Knie 4 + 5“ / Hertel / Regie: Th. Hertel
- 2003 – „Shockheaded Peter“ / Dermont, Crouch, Jacques / Regie: U. Hüni / ML: Th. Hertel
- 2003 – „Und ewig grüßt der Weihnachtsmann“ / Regie: Th. Duit

## Musik (Auswahl)

### Für Film
- 2016 – Komposition für „Offshore“ – Kino
- 2008 – Komposition (zusammen mit F. Zimmermann) für „Der König von Bessarabien“ – Kino

### Für Theater
- 2024 – musik. Leitung / Livemusik für „Unterm Junimond“
- 2019 – Komposition / musik. Leitung für „Antigone Reloaded“
- 2018 – Komposition / musik. Leitung für „Einige Nachrichten an das All“ (Schauspiel Frankfurt)
- 2017 – Komposition / musik. Leitung für „Nachtasyl“
- 2016 – Komposition / musik. Leitung für „Einige Nachrichten an das All“
- 2016 – Komposition / musik. Leitung für „Ein Sommernachtstraum“
- 2015 – musik. Leitung / Livemusik für „Singen ums Verrecken – ein Volxliederabend“
- 2014 – Komposition / musik. Leitung für „Punk Rock“ (Schauspiel Frankfurt)
- 2014 – musik. Einstudierung für „Die letzten Tage der Menschheit“
- 2014 – musik. Leitung für „Guten Abend, Herr Kaktus“
- 2014 – Komposition (zusammen mit F. Zimmermann) für „Was Ihr wollt“
- 2012 – musik. Leitung für „Summer in the City“
- 2011 – musik. Leitung für „Kasimir und Karoline“[5]
- 2010 – Komposition (zusammen mit F. Zimmermann) für „In 80 Tagen um die Welt“
- 2010 – musik. Leitung/Livemusik für „Gun Street Girl Sings Tom Waits“
- 2010 – musik. Einstudierung und Livemusik für „Des Teufels General“
- 2010 – musik. Leitung für „Come Again“
- 2007 – musik./künstl. Leitung/Bandarrangements für „Another Yellow Moon“
- 2007 – Kompositionen/Bandarrangements (zusammen mit P. Schneider) und Livemusik für „Dreiland oder Die Prophezeiung Riesen“ (CD-Produktion) – gefördert durch die Bundeskulturstiftung
- 2007 – Kompositionen/Bühnenmusik für „Fluchtwege“ (Sächsisches Theatertreffen)
- 2006 – musik. Leitung/Livemusik für „All Together Now“
- 2006 – Kompositionen/Bühnenmusik für „König Drosselbart“ (CD-Produktion)
- 2006 – musik. Einrichtung für „Philoktet“
- 2006 – Kompositionen/Bühnenmusik für „Der Auftrag“
- 2006 – musik. Leitung/Livemusik für „Wieso? Weshalb? Warum? – Ein musikalischer Abend für Unentschiedene“
- 2006 – Kompositionen/Bandarrangements und Livemusik für „Arturo Ui“ (Diese Inszenierung wurde als Inszenierung des Jahres nominiert und außerdem für den Theaterpreis „Der Faust“ vorgeschlagen)
- 2006 – Idee und musik./künstl. Leitung für „Muss i denn…?“
- 2006 – musik. Einstudierung für „Krieg der Sternchen“
- 2006 – Kompositionen/Bühnenmusik für „Die Schneekönigin“ (CD-Produktion)
- 2005 – Kompositionen/Bühnenmusik für „Dantons Tod“
- 2005 – musik. Einstudierung für „Und küssen konnte der…“
- 2005 – musik./künstl. Leitung/Bandarrangements für „Bis zum letzten Ton – Songs von Rio Reiser“ (CD-Produktion und deutschlandweite Gastspiele)
- 2005 – musik. Einstudierung für „Rocky Horror Show“
- 2005 – musik. Einrichtung für „Ein Volksfeind“
- 2004 – Kompositionen/Bühnenmusik für „Zeit zu lieben, Zeit zu sterben“ (CD-Produktion)
- 2004 – Livemusik für „Meuterei auf der Bounty“
- 2001 – Livemusik für „Der Frieden“

## Buch
- Durch Improvisation zur Rolle. Verlag Dr. Müller, 2008, ISBN 978-3-8364-7296-8.